# Langen (Hesse)
Langen é um município da Alemanha, situado no distrito de Offenbach, no estado de Hesse. Tem 29,12 km² de área, e sua população em 2019 foi estimada em 38.229 habitantes.